# Струнный квартет (Дебюсси)
Струнный квартет соль минор Op. 10 — произведение Клода Дебюсси, единственная его работа в этой форме, созданное в 1893 году. Примерная продолжительность звучания — 23-25 минут.

## Состав
1. Animé et très décidé
2. Assez vif et bien rythmé
3. Andantino, doucement expressif
4. Très modéré — En animant peu à peu — Très mouvementé et avec passion

## История создания и исполнения
Дебюсси был вдохновлён на создание квартета знакомством с Эженом Изаи, состоявшимся в начале 1893 года, и завершил работу в августе. Считается, что первоначально он намеревался посвятить произведение Эрнесту Шоссону, с которым в этот период был близко дружен и постоянно обменивался откровенными профессиональными письмами (в частности, в одном из писем Дебюсси жаловался на трудности с работой над квартетом и признавался, что уже в третий раз заново приступает к финалу). Шоссон, однако, раскритиковал готовую вещь, и Дебюсси в ответном письме заявил, что напишет для Шоссона другой квартет; этого не произошло, хотя при публикации композитор поставил квартету номер (первый) — и посвящение квартету Изаи, который и исполнил сочинение Дебюсси впервые 29 декабря того же года в Париже (помимо самого Изаи играли Матьё Крикбом, Леон ван Хаут и Жозеф Жакоб, концертная программа включала также музыку Баха, Франка и Венсана д’Энди).
Парижская премьера не вызвала воодушевления публики, хотя Ги Ропарц сочувственно отметил новое сочинение в своей рецензии, назвав его «весьма интересным, с преобладающим влиянием новой русской музыки» (имея в виду, вероятно, П. И. Чайковского). Зато второе исполнение квартета два месяца спустя в Брюсселе, в концертной программе, составленной Изаи полностью из произведений Дебюсси, стало триумфальным. Впечатлению слушателей способствовала атмосфера концерта, проходившего в зале, увешанном полотнами новейшей французской живописи (Ренуар, Гоген, Сислей, Редон, Писарро).

## Характеристика музыки
Следуя примеру Сезара Франка, Дебюсси построил практически весь квартет на сквозном развитии начальной темы.